# Fumana procumbens
Fumana procumbens és una planta de la família de les cistàcies que habita a gran part d'Europa excepte Europa septentrional, Irlanda, Gran Bretanya, Holanda i Polònia. Prolifera en prats calcaris secs i vessants pedregosos. Creix també en terrenys de matolls i timonedes esclarissades.
Forma un arbust nan estès de fins a 40 cm, de fulles alternes de punta fina, lineals, i amb pèls marginals estesos; estípules absents. Les flors són grogues, d'1,5-2 cm de diàmetre, solitàries a les axiles foliars i sense formar inflorescència. Els peduncles són aproximadament igual de llargs que les fulles adjacents, recorbades des de la base. Floreix a la primavera.